# Will Swenson
William Swenson, detto Will (Provo, 26 ottobre 1973), è un attore e cantante statunitense, noto soprattutto come interprete di musical.

## Biografia
Ha recitato a Broadway nei musical Lestat (2006), Hair (2009; candidato al Tony Award al miglior attore non protagonista in un musical), Priscilla, la regina del deserto (2011), Les Misérables (2014) e Waitress (2017).
È stato sposato con Amy Westerby e la coppia ha avuto due figli; nel 2012 ha sposato Audra McDonald e la coppia ha avuto una figlia.

## Filmografia parziale

### Cinema
- The Singles Ward, regia di Kurt Hale (2002)
- The Singles 2nd Ward, regia di Kurt Hale (2007)
- Due cuori e una provetta (The Switch), regia di Will Speck e Josh Gordon (2010)
- This Is Where I Leave You, regia di Shawn Levy (2014)
- The Greatest Showman, regia di Michael Gracey (2017)

### Televisione
- La valle dei pini - serie TV, 1 episodio (2002)
- Law & Order: Criminal Intent – serie TV, episodio 8x02 (2008)
- The Good Wife – serie TV, episodio 3x20 (2012)
- Law & Order - Unità vittime speciali - serie TV, episodio 18x06 (2016)
- Le terrificanti avventure di Sabrina (Chilling Adventures of Sabrina) – serie TV, 5 episodi (2020)
- The Bite – serie TV, 6 episodi (2021)
- Hit & Run – serie TV, 5 episodi (2021)
- HouseBroken – serie TV, 5 episodi (2021) – voce
- First Kill – serie TV, 8 episodi (2022)

## Doppiatori italiani
Nelle versioni in italiano delle opere in cui ha recitato, Will Swenson è stato doppiato da:
- Vittorio Guerrieri in Law & Order - Unità vittime speciali
- Francesco Prando in The Greatest Showman
- Franco Mannella ne Le terrificanti avventure di Sabrina
- Alessio Cigliano in First Kill